# Национальный центр генетических и биологических ресурсов Ирана
Национальный центр генетических и биологических ресурсов Ирана (перс. مرکز ملی ذخایر ژنتیکی و زیستی ایران‎) — научно-исследовательский центр в Иране, целью которого является сбор, определение, классификация и регистрация микроорганизмов, таких как бактерии и вирусы. Также внимание уделяется сбору грибов, семян растительных клеток и ДНК животных.

## Описание
Национальный центр генетических и биологических ресурсов Ирана был учрежден в марте 2007 года Академическим джихарами с целью сбора, выявления, контроля качества, классифицирования, регистрации, хранения, репродукции и распространения различных культивируемых микроорганизмов и возобновляемых клеток, таких как бактерии, грибы, вирусы, семена, растительные и животные клетки, а также геномная ДНК и продукты распада нуклеотидов.

## Перспективы
Долгосрочная перспектива функционирования Центра заключается в приобретении статуса ведущего национального и одного из ведущих международных центров по сбору, организации, стандартизации, сохранению и эксплуатации генетических и биологических ресурсов государства с целью развития знаний, технологий и улучшения качества жизни и здоровья, сохранения биологического разнообразия страны, а также с целью поставки ресурсов международному сообществу.

## Задачи организации
- Сбор, выявление, контроль качества, классифицирование, регистрация, хранение, репродукция, распространение и эксплуатация различных культивируемых и возобновляемых микроорганизмов, включая бактерии, грибы, вирусы, клетки человека, животных и растений, геномную ДНК и продукты распада нуклеотидов;
- Создание научной информационной сети (Национальная сеть генетических и биологических резервов Ирана);
- Компиляция руководящих принципов и необходимых стандартов;
- Обучение и подготовка экспертных кадровых ресурсов.

## Задачи Центра (в соответствии  с уставом организации)
- Выявление, подготовка и сбор материалов из Ирана и из-за рубежа: микроорганизмов, семян, растительных, животных клеток и клеток человека;
- Подготовка банка ДНК из различных материалов из Ирана и из-за рубежа;
- Подготовка, контроль и сбор носителей и источников нуклеотидов, используемых в биотехнологических исследованиях;
- Поддержка банков генетических и биологических ресурсов в исследовательских центрах и университетах страны, а также контроль качества, идентификация их резервов и сохранение образцов для последующего использования;
- Регистрация и учет новых микроорганизмов и клеток, созданных физическими или юридическими лицами в процессе деятельности с целью сохранения их интеллектуальной собственности;
- Подготовка и представление компетентным органам для утверждения проектов законов и положений, разработанных в целях защиты биологических и генетических ресурсов страны;
- Классификация и регистрация научных и специализированных данных о запасах материалов в исследовательских и академических центрах страны и создание электронной информационной сети всех микроорганизмов и клеточных резервов Центра для удовлетворения потребностей научных, академических, исследовательских и промышленных центров Ирана;
- Поддержка научного сообщества, взаимодействие со специализированными центрами и банками (в том числе признанными на мировом уровне), а также продвижение научно-исследовательского Центра на национальном, региональном и глобальном уровнях.